# Charlot Cabanis
Charlot Bernard Cabanis (* 28. Juli 1866 in Brandenburg an der Havel; † 31. Juli 1925 in Breslau) war ein deutscher Architekt, der vor allem als kommunaler Baubeamter der Stadt Breslau tätig war.

## Leben
Cabanis studierte Architektur an der Kunst- und Gewerbeakademie Breslau und an der Technischen Hochschule (Berlin-)Charlottenburg. Während des anschließenden Vorbereitungsdienstes arbeitete er unter Max Spitta beim Bau der Gnadenkirche in Berlin mit.
1897 legte er das 2. Staatsexamen ab und wurde zum Regierungsbaumeister (Assessor in der öffentlichen Bauverwaltung) ernannt. Er arbeitete danach jedoch nicht im preußischen Staatsdienst, sondern bei der kommunalen Bauverwaltung der Stadt Breslau als Assistent von Richard Plüddemann, der als Stadtbaurat die bauliche Entwicklung der damals fünftgrößten Stadt im Deutschen Reich verantwortete. Seine formelle Entlassung aus dem Staatsdienst – auf eigenen Antrag hin – erfolgte erst 1902, Cabanis führte danach den Titel eines Stadtbauinspektors.
Cabanis war ein Vertreter des Neoklassizismus und des frühen Jugendstils. Seine Bauten zeichnen sich durch stilistische Klarheit, Funktionalität und stadtbildprägende Wirkung aus. Er war Mitglied der sogenannten Breslauer Sezession, einer Künstler- und Architektengruppe, die sich der Förderung moderner Kunst widmete.

## Bauten und Entwürfe
Cabanis gehört zu den Architekten, die das Stadtbild Breslaus nachhaltig prägten. Mehrere seiner Bauten sind bis heute erhalten und gelten als wichtige Zeugnisse der Breslauer Baugeschichte im Deutschen Kaiserreich. Einige seiner Gebäude stehen inzwischen unter Denkmalschutz.
- 1899: Volksschule an der Berliner Straße
- 1902: Realgymnasium an der Oderstraße[5]
- 1905: Kaiser-Wilhelm-Gymnasium[5]
- um 1910: Hauptgebäude des Marstall-Depots an der Danziger Straße[6]
- vor 1914: Turnhalle der Viktoriaschule an der Blücherstraße[7]
- mehrere Wohngebäude und Verwaltungsbauten im Stil des Späthistorismus und Jugendstils